# 2047 - Sights of Death
2047 - Sights of Death  è un film del 2014 diretto da Alessandro Capone.
Film indipendente sceneggiato da Tommaso Agnese e Luca D'Alisera, ambientato in un futuro postapocalittico, in uno scenario fantapolitico.
Nel cast numerose star del cinema hollywoodiano, tra le quali Danny Glover, Daryl Hannah, Michael Madsen, Stephen Baldwin e Rutger Hauer.

## Trama
2047. Il pianeta Terra è governato da un governo confederato centrale. A contrastare tale governo vi è la GreenWar, un gruppo di ribelli capitanati da Sponge. Quest'ultimo invia un suo agente, Ryan, a raccogliere delle prove con cui inchiodare l'apparato militare del governo ai suoi crimini efferati. Ryan inoltre vanterà il sostegno della guerriera mutante Tuag. A intralciare i loro piani vi saranno però il temibile colonnello Asimov, assieme al suo maggiore Anderson e da alcuni mercenari spietati guidati dal loro capo Lobo.

## Distribuzione
La pellicola è stata distribuita nelle sale cinematografiche italiane a partire dal 24 luglio 2014.